# Reinhard Hellmann (Regisseur)
Reinhard Hellmann (* 16. Januar 1945) ist ein deutscher Schauspieler, Regisseur, Intendant und Hörspielsprecher.

## Leben
Obwohl Reinhard Hellmann bereits Erfolge als Schauspieler am Mecklenburgischen Staatstheater Schwerin, sowie bei Film, Funk und Fernsehen vorweisen konnte, nahm er 1975 ein vierjähriges Studium am neu gegründeten Institut für Schauspielregie auf. Sein erstes Engagement als Regisseur erhielt er am Hans Otto Theater Potsdam, dem noch mehrere an verschiedenen Theatern folgten. Ab 1988 war er Oberspielleiter am Friedrich-Wolf-Theater Neustrelitz. Als Direktor des Kammer- und Puppentheaters Wismar wirkte er von 1992 bis 1996. Von 1996 bis 1998 war er als Intendant am Deutsch-Sorbischen Volkstheater in Bautzen verantwortlich. Als Lehrkraft für Schauspielstudenten wirkte er an der Universität für Musik und darstellende Kunst Graz und an der Hochschule für Musik und Theater Rostock.
Reinhard Hellmann ist mit Katrin S. Geppert-Hellmann verheiratet. Er hat aus der früheren Beziehung mit der Schauspielerin Heidrun Perdelwitz die gemeinsame Tochter Wanda Perdelwitz, die ebenfalls den Beruf einer Schauspielerin ergriffen hat.

## Filmografie
- 1967: Blaulicht (Fernsehserie, 1 Episode)
- 1968: Die Toten bleiben jung
- 1991: Polizeiruf 110: Der Fall Preibisch (Fernsehreihe)

## Theater

### Schauspieler
- 1970: Michail Schatrow: Bolschewiki – Regie: Gert Jurgons (Mecklenburgisches Staatstheater Schwerin)
- 1973: Armin Müller: Franziska Lesser (Holger) – Regie: Bernd Guhr (Mecklenburgisches Staatstheater Schwerin)
- 1974: Michail Schatrow: Das Wetter für morgen (Archangelski) – Regie: Christoph Schroth (Mecklenburgisches Staatstheater Schwerin)
- 1974: Joachim Knauth: Die Weibervolksversammlung (Blepyros) – Regie: Christoph Schroth (Mecklenburgisches Staatstheater Schwerin)
- 1985: Edward Albee: Die Zoogeschichte  – Regie: Immo Sennewald (Studiobühne im Klub International Berlin)
- 2004: Jochen Bludau nach Karl May: Im Tal des Todes (Sir David Lindsay) – Regie: Jochen Bludau (Elspe Festival)
- 2005: Jochen Bludau nach Karl May: Das Halbblut – Der letzte Kampf um Fort Grant (Lord Castlepool) – Regie: Jochen Bludau (Elspe Festival)

### Regisseur
- 1978: Nikolai Chaitow: Hunde (Institut für Schauspielregie im Berliner Arbeiter-Theater)
- 1979: Armin Stolper nach Michail Bulgakow: Aufzeichnungen eines Toten – Regie mit Max K. Hoffmann (Institut für Schauspielregie im Berliner Arbeiter-Theater)
- 1980: Peter Hacks: Moritz Tassow – Regie mit Max K. Hoffmann (Hans Otto Theater Potsdam)
- 1981: Armin Stolper: Die Vogelscheuche oder Die Heimkehr des verlorenen Sohnes – Regie mit Max K. Hoffmann (Hans Otto Theater Potsdam)
- 1981: Seán O’Casey: Ein Pfund abheben (Hans Otto Theater Potsdam)
- 1981: Seán O’Casey: Das Ende vom Anfang (Hans Otto Theater Potsdam)
- 1982: Johann Wolfgang von Goethe: Clavigo (Hans Otto Theater Potsdam)
- 1983: Peter Hacks nach Aristophanes: Der Frieden (Kleist-Theater Frankfurt (Oder))
- 1984: Alexander Gelman: Zwei auf einer Bank (Deutsches Theater Berlin – Kammerspiele)
- 1985: Sergej Kokowkin nach Wjatscheslaw Kondratjew: Saschka (Landesbühnen Sachsen)
- 1986: William Shakespeare: Ein Sommernachtstraum (Gerhart-Hauptmann-Theater Görlitz-Zittau)
- 1987: Peter Shaffer: Amadeus (Friedrich-Wolf-Theater Neustrelitz)
- 1988: Friedrich Wolf: Professor Mamlock (Friedrich-Wolf-Theater Neustrelitz)
- 1988: Karel Čapek: Die weiße Krankheit (Gerhart-Hauptmann-Theater Görlitz-Zittau)
- 1989: Friedrich Schiller: Die Räuber (Friedrich-Wolf-Theater Neustrelitz)
- 1990: Michail Bulgakow: Adam und Eva (Schauspielhaus Karl-Marx-Stadt)
- 1991: Friedrich Schiller: Kabale und Liebe (Theater Bremen)
- 1991: Friedrich Dürrenmatt: Romulus der Große (Mecklenburgisches Staatstheater Schwerin)
- 1992: Frank Wedekind: Lulu (Schauspielhaus Chemnitz)
- 1994: Molière: Tartuffe: (Stralsunder Theater)
- 1994: Max Frisch: Biedermann und die Brandstifter (Mittelsächsisches Theater Freiberg)
- 1994: Jehoschua Sobol: Ghetto (Deutsch-Sorbisches Volkstheater Bautzen)
- 1999: Tennessee Williams: Die Katze auf dem heißen Blechdach (Friedrich-Wolf-Theater Neustrelitz)
- 2009: William Shakespeare: Romeo und Julia (Hochschule für Musik und Theater Rostock)
- 2013: Sophokles: Antigone (Hochschule für Musik und Theater Rostock)

## Hörspiele
- 1970: Marija Prileshajewa: Ein ungewöhnliches Jahr (Prochor) – Regie: Detlef Kurzweg (Kinderhörspiel – Rundfunk der DDR)
- 1975: Jan Petersen: Sieben Wochen (Erzähler) – Regie: Christoph Schroth (Hörspiel – Rundfunk der DDR)
- 1975: Albert Camus: Aufstand in Asturien (Antonie) – Regie: Peter Groeger (Hörspiel – Rundfunk der DDR)
- 1983: Wolfgang U. Schütte: Slang – Lehrer, Journalist, Strafgefangener. Dokumentarhörspiel zum Leben des Schriftstellers Fritz Hampel – Regie: Norbert Speer (Kinderhörspiel/Dokumentarhörspiel – Rundfunk der DDR)
- 1985: Tschingis Aitmatow: Tschypalak, der Däumling (Wolf) – Regie: Norbert Speer (Kinderhörspiel/Kurzhörspiel – Rundfunk der DDR)
- 1985: Monika Helmecke: Julia, die Gerechte – Regie: Maritta Hübner (Hörspiel – Rundfunk der DDR)
- 1985: Oscar Wilde: Im Garten des Riesen (Schnee) – Regie: Norbert Speer (Kinderhörspiel/Kurzhörspiel – Rundfunk der DDR)
- 1986: Alexander Gelman: Die ist doch nicht normal (Arbeiter) – Regie: Rainer Schwarz (Hörspiel – Rundfunk der DDR)
- 1986: Heidi Stuhler: Wie bei Hempels unterm Sofa (Vater) – Regie: Petra Wellner (Kinderhörspiel/Kurzhörspiel – Rundfunk der DDR)